# 竹林乡 (杞县)
竹林乡，是中华人民共和国河南省開封市杞县下辖的一个乡镇级行政单位。

## 行政区划
竹林乡下辖以下地区：
竹林村、庄林村、蔡寨村、张蔡村、许村岗村、肖寨村、安桥村、八里庙村、马桥村、梁寨村、姬庄村、宋寨村、于堂村、程寨村、罗洼村和郑砦村。